# Пекшик
 Пекшик  — деревня в Тоншаевском муниципальном округе Нижегородской области.

## География
Деревня находится в северо-восточной части Нижегородской области, на расстоянии приблизительное 7 километров по прямой на восток-юго-восток от посёлка Тоншаево, административного центра района.

## Население
Постоянное население составляло 10 человека (русские 30%, мари 70%) в 2002 году, 6 в 2010.

## История
До 2020 года деревня входила в состав сельского поселения Увийский сельсовет до его упразднения.